# James Orrom
James Orrom (* 1958 in der Grafschaft Westmorland, Großbritannien) ist ein britischer Designer und Professor für Produktdesign. Sein Design für Filmkameras und Filmausrüstung für die Arri Group wurde vielfach ausgezeichnet.

## Werdegang
Orrom studierte ab 1977 an der London Guildhall University und ab 1978 an der Middlesex University in London, wo er ein Diplom in 3D-Design mit Schwerpunkt Möbeldesign erwarb. 1981 begann er ein Studium des Industrial Design am Royal College of Art in London, 1984 graduierte er dort mit dem Master of Design, M.Des. RCA. 1984 zog er nach München und arbeitete bei Schlagheck & Schultes Design.
1987 gründete er mit seiner Frau Ulrike Umlauf-Orrom das Studio für Industrie Design Umlauf & Orrom. Ab 1987 gestaltete Orrom für die Arri Group  diverse Filmkameras und Filmausrüstung (1987–89 wurden die Arri-Projekte zusammen mit Reinhard Segers realisiert, ab 1990 zusammen mit Jupp Ostermann). In diesem Bereich meldete er mehrere Patente an. Zudem entwarf er Kunststoff-Produkte und Möbel-Serien für Kinder.
Von 1989 bis 1995 war er Gastprofessor und Gastdozent an der Universität der Künste Berlin und 1999 Gastdozent an der Hochschule Anhalt in Dessau. Von 2003 bis 2019 war er Professor für Produkt- und Möbeldesign an der Technischen Hochschule Rosenheim.

## Privates
James Orrom  ist mit Ulrike Umlauf-Orrom verheiratet. Das Paar lebt seit 1990 in Dießen am Ammersee und hat einen Sohn und eine Tochter. Orrom ist Begründer des Freundeskreises Ammersee-Windermere.

## Produktdesign (Auswahl)
- 1987–2010: Diverse Filmkameras der Serie Arriflex für die Arri Group
- 1992–2002: Kunststoffprodukte wie die Babygeschirr-Serie Yam Yam für die Julius Zöllner GmbH
- 1998: Film-Belichter Arrilaser für ARRI
- 2000: Motion Control System Arrimotion für Arri
- 2001–2002: Kindermöbel-Serien für die Julius Zöllner GmbH
- 2003: Filmscanner Arriscan für Arri
- 2006–2010: Film-Scheinwerfer Arrilite und Arri True Blue für Arri

## Auszeichnungen (Auswahl)
- 1990: Arriflex 765: Design Auswahl 90, Design Center Stuttgart.[9]
- 1995: Arriflex 435: Red Dot Design Award, Design Zentrum Nordrhein-Westfalen[10]
- 2000: Yam-Yam, Babygeschirrserie: Red Dot Design Award, Design Zentrum Nordrhein-Westfalen[11]
- 2002: Arricam Filmkamera System: Red Dot `Best of the Best´ Design Award, Design Zentrum Nordrhein-Westfalen[12]
- 2002: Arrilaser 35mm Laser-Filmbelichter: Red Dot Design Award, Design Zentrum Nordrhein-Westfalen
- 2004: Arricam Filmkamera System: Designpreis der Bundesrepublik Deutschland, Nominierung
- 2009: Arri True Blue Scheinwerfer-Serie: IF Product Design Award 2009, International Forum Design Hannover[13]
- 2009: Arriflex 416 Plus HS Filmkamera, Focus Open 2009 Silver, Internationaler Designpreis Baden-Württemberg, Design Center Stuttgart[14]
- 2010: Arri True Blue Scheinwerfer-Serie: Designpreis der Bundesrepublik Deutschland, Nominierung
- 2011: Arriflex 416 HS Filmkamera: Designpreis der Bundesrepublik Deutschland, Nominierung[15]
- 2017: Arri Alexa Digital Camera System: Academy Scientific and Engineering Award (Oscar für technische Verdienste) "To ARRI for the pioneering design and engineering of the Super 35 format Alexa digital camera system"[16]

## Publikationen
- Chair Anatomy: Design and Construction. Thames & Hudson 2018, ISBN 978-0-500-02175-0 (englisch).